# Dmytro Razoumkov
Dmytro Oleksandrovytch Razoumkov (en ukrainien : Дмитро Олександрович Разумков), né le 8 octobre 1983 à Berdytchiv (oblast de Jytomyr, Ukraine), est un homme politique ukrainien. Membre du Parti des régions de 2006 à 2010, il est le représentant du bureau du candidat à la présidence de l'Ukraine Volodymyr Zelensky pour l'élection présidentielle de 2019. Il devient ensuite président du parti formé par celui-ci, Serviteur du peuple, dont il est tête de liste lors des élections législatives de 2019. Il est élu président de la Rada le 29 août 2019.

## Biographie
Dmytro Oleksandrovych Razoumkov est né le 8 octobre 1983 à Berdytchiv, dans l'oblast de Jytomyr.
Razoumkov est diplômé du lycée de Kiev n°38. Il est ensuite diplômé de l'Institut des relations internationales de l'université nationale Taras-Chevtchenko dans la spécialité Relations économiques internationales et de l'université nationale du service des impôts dans la spécialité jurisprudence.
Il a travaillé dans le domaine du conseil politique comme directeur de campagne lors des élections de 2006. En partenariat avec Vassil Mokan et Nelli Iakovleva il a dirigé l'Ukrainian Politconsulting Group.
De 2006 à 2010, il est membre du Parti des régions. Il quitte le parti à la suite de la victoire de Viktor Ianoukovytch à l'élection présidentielle de 2010,. Razoumkov dit de sa participation au Parti des régions : « J'avais alors 22 ans. Mon entrée au Parti des régions a été décidée en 2004. Je n'ai pas soutenu Viktor Iouchtchenko. Et c'est ainsi que je suis entré au Parti des régions. Mais je n'avais pas été dans la section des Jeunes des régions et je n'avais pas perçu l'état de la situation en 2004, 2005, 2006».
En 2010-2014, il a travaillé avec Serhiï Tihipko, que son père connaissait depuis l'époque où il travaillait lui-même au komsomol de Dnipropetrovsk et qui a été proposé comme vice-Premier ministre dans le gouvernement de Pavlo Lazarenko.
Lors de l'élection présidentielle ukrainienne de 2019, il a travaillé comme représentant du siège électoral du candidat Volodymyr Zelensky. Il a déclaré travailler à titre bénévole sans avoir négocié d'accord sur un poste ou sur des perspectives .
Razoumkov devient président du parti Serviteur du peuple après la nomination de l'ancien président Ivan Bakanov le 22 mai 2019 comme vice-président du Service de sécurité d'Ukraine (S.B.U.), chef de la Direction générale pour la lutte contre la corruption et la criminalité organisée au sein du S.B.U..
Razoumkov conduit la liste du parti Serviteur du peuple lors des élections législatives ukrainiennes de 2019,.

## Utilisation publique de la langue russe
Razoumkov parle publiquement en russe. Il déclare à ce sujet : « Tant que nous sommes l'objet d'une agression russe, tant que nous souhaitons que l'État russe protège les populations russophones, alors dans les médias j'utilise exclusivement la langue russe. Parce que je pense qu'il ne faut pas faire venir des chars, armés de mitraillettes, avec des hommes verts pour me protéger comme population russophone ». Razoumov estime que la question de la langue n'est pas à l'ordre du jour aussi longtemps que la guerre se poursuit dans le pays .
Il est élu président de la Rada le 29 août 2019.

## Famille
Razoumkov est le fils aîné de Oleksandr Razoumkov, premier collaborateur du deuxième président de l'Ukraine Leonid Koutchma. Quand Dmitro Razoumkov est né son père travaillait au Comité régional de Dnipropetrovsk LKSMU et dans le département idéologique du même comité.
La mère de Razoumkov est une actrice du peuple de l'Ukraine dénommée Natalia Koudria.
Dmytro Razoumkov a un demi-frère par son père. La mère de ce demi-frère est Ioulia Mostova, rédactrice en chef de l'influent journal ukrainien Dzerkalo Tyzhnia.
Dmytro Razoumkov a lui-même avec son épouse deux enfants.

## Sources externes
- (uk) 10 faits de la vie de Razoumkov espreso.tv 10 фактів із життя Дмитра Разумкова, головного політтехнолога Зеленського